# Brusnica (Gornji Milanovac)
Brusnica (em cirílico: Брусница) é uma vila da Sérvia localizada no município de Gornji Milanovac, pertencente ao distrito de Moravica, na região de Šumadija. A sua população era de 740 habitantes segundo o censo de 2011.

## Demografia
| 1948 | 1953 | 1961 | 1971 | 1981 | 1991 | 2002 | 2011 |
| ---- | ---- | ---- | ---- | ---- | ---- | ---- | ---- |
| 1271 | 1304 | 1191 | 1056 | 613  | 667  | 650  | 740  |